# Paul Trueman
Paul Trueman (* um 1980) ist ein englischer Badmintonspieler. 

## Karriere
Paul Trueman gewann 2004 die Iceland International und die Canadian Open. Bei den Welthochschulmeisterschaften 2000 belegte er Rang drei im Mixed. 2005 nahm er an den Badminton-Weltmeisterschaften teil. Weitere Podestplätze erkämpfte er sich unter anderem bei den Bulgarian International 2001, den Welsh International 2000, den Irish Open 1999, den Irish Open 2001, den Canadian Open 2003, den Czech International 2001, den Czech International 1999, dem Volant d’Or de Toulouse 2004, den Iceland International 2004, den Iceland International 2003, den La Chaux-de-Fonds International 2001 und den India International 2002.

## Referenzen
- http://bwfcontent.tournamentsoftware.com/profile/overview.aspx?id=6DDA5C10-7C4D-4D37-9EC4-E05B9E3552C0

| Personendaten    | Personendaten               |
| ---------------- | --------------------------- |
| NAME             | Trueman, Paul               |
| KURZBESCHREIBUNG | englischer Badmintonspieler |
| GEBURTSDATUM     | um 1980                     |